# Por uma Semente de Paz
Por uma Semente de Paz é um livro infanto-juvenil do escritor brasileiro Ganymédes José, publicado em 1984. Discorre sobre uma professora substituta que acaba arranjando um emprego fixo em uma escola de periferia e pela primeira vez precisa enfrentar os problemas reais do mundo dos alunos.